# Sackur-Tetrode-Gleichung
Die Sackur-Tetrode-Gleichung ist eine Formel zur Berechnung der Entropie {\displaystyle S} eines monoatomaren idealen Gases.
Sie lautet:
{\displaystyle S(E,V,N)=k_{\mathrm {B} }N\ln \left[\left({\frac {V}{N}}\right)\left({\frac {E}{N}}\right)^{\frac {3}{2}}\right]+{\frac {3}{2}}k_{\mathrm {B} }N\left({\frac {5}{3}}+\ln {\frac {4\pi m}{3h^{2}}}\right)}
mit:
| {\displaystyle V}                | Volumen des Gases        |
| {\displaystyle N}                | Teilchenzahl             |
| {\displaystyle E}                | innere Energie des Gases |
| {\displaystyle k_{\mathrm {B} }} | Boltzmann-Konstante      |
| {\displaystyle m}                | Masse eines Gasteilchens |
| {\displaystyle h}                | Planck-Konstante         |

Otto Sackur und Hugo Tetrode stellten unabhängig voneinander diese komplexe Gleichung auf.

## Folgerungen
Da die Entropie von den Variablen {\displaystyle E,V,N} bekannt ist, lassen sich Temperatur, Druck und chemisches Potential ableiten (siehe Mikrokanonisches Ensemble):
{\displaystyle {\frac {1}{T}}{\begin{pmatrix}1\\p\\-\mu \end{pmatrix}}={\begin{pmatrix}\partial _{E}\\\partial _{V}\\\partial _{N}\end{pmatrix}}S(E,V,N)}
Somit erhält man die inverse Temperatur durch Ableiten nach der Energie:
{\displaystyle {\frac {1}{T}}=\left({\frac {\partial S}{\partial E}}\right)_{V,N}={\frac {3}{2}}k_{\mathrm {B} }N{\frac {1}{E}}}
Hieraus erhält man die kalorische Zustandsgleichung: {\displaystyle E={\tfrac {3}{2}}k_{\mathrm {B} }NT}
{\displaystyle {\frac {p}{T}}=\left({\frac {\partial S}{\partial V}}\right)_{E,N}=k_{\mathrm {B} }N{\frac {1}{V}}}
Hieraus erhält man die thermische Zustandsgleichung: {\displaystyle pV=k_{\mathrm {B} }NT}
{\displaystyle -{\frac {\mu }{T}}=\left({\frac {\partial S}{\partial N}}\right)_{E,V}=k_{\mathrm {B} }\ln \left[\left({\frac {V}{N}}\right)\left({\frac {E}{N}}\right)^{\frac {3}{2}}\right]+{\frac {3}{2}}k_{\mathrm {B} }\ln \left({\frac {4\pi m}{3h^{2}}}\right)=k_{\mathrm {B} }\ln \left({\frac {V}{N\lambda ^{3}}}\right)}
Mit der thermischen De-Broglie-Wellenlänge {\displaystyle \lambda ={\tfrac {h}{\sqrt {2\pi mk_{\mathrm {B} }T}}}} und der Beziehung für die Innere Energie {\displaystyle E={\tfrac {3}{2}}k_{\mathrm {B} }NT} lässt sich die Sackur-Tetrode-Gleichung auch schreiben als:
{\displaystyle S=k_{\mathrm {B} }N\ln \left({\frac {V}{N\lambda ^{3}}}\right)+k_{\mathrm {B} }N{\frac {5}{2}}}

## Herleitung
Ein aus {\displaystyle N} Atomen bestehendes monoatomares ideales Gas befinde sich in einem abgeschlossenen Kasten (konstantes Volumen, kein Energie- oder Teilchenaustausch mit der Umgebung, keine äußeren Felder). Es ist also mikrokanonisch zu beschreiben. Hier berechnet sich die gesuchte Entropie aus der Zustandssumme über {\displaystyle S=k_{\mathrm {B} }\ln Z_{m}}.
Die mikrokanonische Zustandssumme ist:
{\displaystyle Z_{m}(E_{0})={\frac {1}{N!(2\pi \hbar )^{3N}}}\int _{\mathbb {R} ^{6N}}\mathrm {d} ^{3}x_{1}\mathrm {d} ^{3}p_{1}\ldots \mathrm {d} ^{3}x_{N}\mathrm {d} ^{3}p_{N}\;\delta (E_{0}-H({\vec {x}}_{1},{\vec {p}}_{1},\ldots ,{\vec {x}}_{N},{\vec {p}}_{N}))}
Die Gasteilchen seien einzelne Atome (keine Rotationen oder Vibrationen, nur Translation möglich), die nicht miteinander wechselwirken. Die dazugehörige Hamiltonfunktion ist:
{\displaystyle H({\vec {x}}_{1},{\vec {p}}_{1},\ldots ,{\vec {x}}_{N},{\vec {p}}_{N})=\sum _{i=1}^{N}{\frac {{\vec {p}}_{i}^{\;2}}{2m}}}
Eingesetzt in die Zustandssumme:
{\displaystyle Z_{m}(E_{0})={\frac {1}{N!(2\pi \hbar )^{3N}}}\underbrace {\int _{\mathbb {R} ^{3N}}\mathrm {d} ^{3}x_{1}\ldots \mathrm {d} ^{3}x_{N}} _{V^{N}}\int _{\mathbb {R} ^{3N}}\mathrm {d} ^{3}p_{1}\ldots \mathrm {d} ^{3}p_{N}\;\delta \left(E_{0}-\sum _{i=1}^{N}{\frac {{\vec {p}}_{i}^{\;2}}{2m}}\right)}
Die Ortsintegrationen ließen sich einfach ausführen. Nun geht man über zu {\displaystyle 3N}-dimensionalen Kugelkoordinaten, um die Impulsintegration zu vereinfachen. Der Radius ist {\displaystyle p=(\sum \nolimits _{i=1}^{N}{\vec {p}}_{i}^{\;2})^{1/2}}, somit schreibt sich ein Volumenelement als Radiuselement {\displaystyle \mathrm {d} p} mal Oberflächenelement {\displaystyle p^{3N-1}\mathrm {d} \Omega _{3N}}.
{\displaystyle Z_{m}(E_{0})={\frac {V^{N}}{N!(2\pi \hbar )^{3N}}}\int \mathrm {d} \Omega _{3N}\int _{0}^{\infty }\mathrm {d} p\,p^{3N-1}\,\delta (E_{0}-p^{2}/2m)}
Das Integral über {\displaystyle d\Omega _{3N}} ist die Oberfläche (Sphäre) einer 3N-dimensionalen Einheitskugel und beträgt:
{\displaystyle S_{3N-1}={\frac {2\pi ^{\frac {3N}{2}}}{\Gamma ({\frac {3N}{2}})}}={\frac {2\pi ^{\frac {3N}{2}}}{({\frac {3N}{2}}-1)!}}}
Die Delta-Funktion lässt sich umschreiben zu:
{\displaystyle \delta (E_{0}-p^{2}/2m)={\frac {m}{\sqrt {2mE_{0}}}}\left[\delta ({\sqrt {2mE_{0}}}-p)+\delta ({\sqrt {2mE_{0}}}+p)\right]}
Ergibt eingesetzt in die Zustandssumme:
{\displaystyle {\begin{aligned}Z_{m}(E_{0})&={\frac {V^{N}}{N!(2\pi \hbar )^{3N}}}{\frac {2\pi ^{\frac {3N}{2}}}{({\frac {3N}{2}}-1)!}}{\frac {m}{\sqrt {2mE_{0}}}}\underbrace {\int _{0}^{\infty }\mathrm {d} p\,p^{3N-1}\,\left[\delta ({\sqrt {2mE_{0}}}-p)+\delta ({\sqrt {2mE_{0}}}+p)\right]} _{{\sqrt {2mE_{0}}}^{3N-1}}\\&={\frac {V^{N}}{N!(2\pi \hbar )^{3N}}}{\frac {(2\pi mE_{0})^{\frac {3N}{2}}}{({\frac {3N}{2}})!}}{\frac {3N}{2E_{0}}}\end{aligned}}}
Im Grenzfall großer Teilchenzahlen kann man die Fakultät mit der Stirling-Formel bis zur zweiten Ordnung entwickeln: {\displaystyle N!\approx N^{N}\mathrm {e} ^{-N}{\sqrt {2\pi N}}}:
{\displaystyle Z_{m}(E_{0})={\frac {V^{N}}{N^{N}\mathrm {e} ^{-N}{\sqrt {2\pi N}}(2\pi \hbar )^{3N}}}{\frac {(2\pi mE_{0})^{\frac {3N}{2}}}{({\frac {3N}{2}})^{\frac {3N}{2}}\mathrm {e} ^{-{\frac {3N}{2}}}{\sqrt {3\pi N}}}}{\frac {3N}{2E_{0}}}=\left({\frac {V}{N}}\right)^{N}\left({\frac {4\pi mE_{0}}{3N(2\pi \hbar )^{2}}}\right)^{\frac {3N}{2}}\mathrm {e} ^{\frac {5N}{2}}{\frac {3}{2{\sqrt {6}}\pi E_{0}}}}
Die Entropie ergibt sich nun aus:
{\displaystyle S=k_{\mathrm {B} }\ln Z_{m}(E_{0})=k_{\rm {B}}N\ln \left({\frac {V}{N}}\right)+k_{\rm {B}}{\frac {3N}{2}}\ln \left({\frac {4\pi mE_{0}}{3N(2\pi \hbar )^{2}}}\right)+k_{\mathrm {B} }{\frac {5N}{2}}+k_{\mathrm {B} }\ln \left({\frac {3}{2{\sqrt {6}}\pi E_{0}}}\right)}
Für große {\displaystyle N} kann man den letzten Summanden vernachlässigen. Umsortieren liefert die Sackur-Tetrode-Gleichung:
{\displaystyle S=k_{\mathrm {B} }N\ln \left[\left({\frac {V}{N}}\right)\left({\frac {E_{0}}{N}}\right)^{\frac {3}{2}}\right]+{\frac {3}{2}}k_{\mathrm {B} }N\left[\ln \left({\frac {4\pi m}{3(2\pi \hbar )^{2}}}\right)+{\frac {5}{3}}\right]}
Der Fall eines harmonischen Fallenpotentials wird als Erweiterung in diskutiert.